# Máximo Tenorio
Pour les articles homonymes, voir Tenorio.
Máximo Wilson Tenorio Quiñónez (né le 30 septembre 1969 à Esmeraldas en Équateur) est un joueur de football international équatorien, qui évoluait au poste de défenseur.

## Biographie

### Carrière en sélection
Avec l'équipe d'Équateur, il joue 38 matchs (pour 3 buts inscrits) entre 1992 et 1997. 
Il figure notamment dans le groupe des sélectionnés lors des Copa América de 1993, de 1995 et de 1997.

## Palmarès
| Emelec - Championnat d'Équateur (2) : - Champion : 1993 et 1994. |  | Barcelona - Championnat d'Équateur (1) : - Champion : 1997. |